# SHU-THE
SHU-THE（シューザ）は東京都江戸川区出身のラッパー兼トラックメイカー。

## 来歴
2010年からNostalgiaTrustでの活動と並行し、SHU-THE名義でソロ活動を続け現在に至る。

## 人物
SHU-THEというアーティスト名について、SHUは本名の一部であり、THEという英単語の後にどんな言葉も続けることが出来るようにと思いが込められている。宮崎あおいや吉高由里子などの女優や、出演作品を好んでいる。michita・観音クリエイション・呼煙魔・Laugh・TAKUMI Mなど、トラックメイカーと共演。空也MC・Meiso・空廻・狐火・KAKU など、MCとも数多く共演している。代表曲でもある「クズレペゼン」はYouTubeで約130万回再生突破している。

## ディスコグラフィ
| 公開年 | 作品名                        | 備考                       |
| ------ | ----------------------------- | -------------------------- |
| 2010   | Feelings Trust 過去曲         |                            |
| 2012   | シューザイズム 向日葵を飾る月 |                            |
| 2015   | SHU-THEIZM2                   |                            |
| 2016   | SHU-THEIZM3                   |                            |
| 2017   | SHU-THEIZM4                   | めかけの娘(フリー配信)     |
| 2018   | SHU-THEIZM5                   | Peace to the Hard Core     |
| 2019   | シィザペディア                | トラックメイカー：ikipedia |
| 2020   | SHU-THEIZM6 SHU-THEIZM7       |                            |
| 2021   | SHU-THEIZM8                   | 過去曲2                    |
| 2022   | SHU-THEIZM9 SHU-THEIZMX       |                            |